# Chris Morris (Fußballspieler)
Christopher Barry Morris (* 24. Dezember 1963 in Newquay, Cornwall, England) ist ein irischer Fußballspieler, der auf der Position eines Verteidigers spielte.

## Leben
Er begann seine Profikarriere 1982 bei dem damaligen englischen Zweitligisten Sheffield Wednesday, wo damals Jack Charlton Trainer war, spielte dann von 1987 bis 1992 in der ersten schottischen Liga für Celtic Glasgow, und kehrte danach nach England zurück, zum Erstligisten Middlesbrough FC.
Für die irische Fußballnationalmannschaft spielte er 35 Mal, wo er wieder Jacky Charlton als Trainer hatte, von dem er im November 1987 erstmals berufen wurde, für ein Spiel gegen Israel im Dubliner Dalymount Park (5:0). Morris war auch im Kader für die EM 1988 in der BR Deutschland, er spielte dort in allen drei Spielen, die Mannschaft erreichte jedoch, trotz eines 1:0-Auftaktsieges über England in Stuttgart, nicht die zweite Runde (das Halbfinale). Den Zenit seiner Nationalmannschaftskarriere erreichte Morris, als er bei der WM 1990 in Italien im Kader stand und dort in jedem Spiel zum Einsatz kam; Irland schied erst im Viertelfinale durch eine 0:1-Niederlage gegen die Gastgeber Italien aus. Morris spielte sein letztes Spiel für Irland im November 1992 gegen Wales.
Privat betrieb und betreibt er seit dem Ende seiner Karriere wieder eine Bäckerei von Cornish Pasties in seiner Heimatregion Cornwall.